# 架線電流計

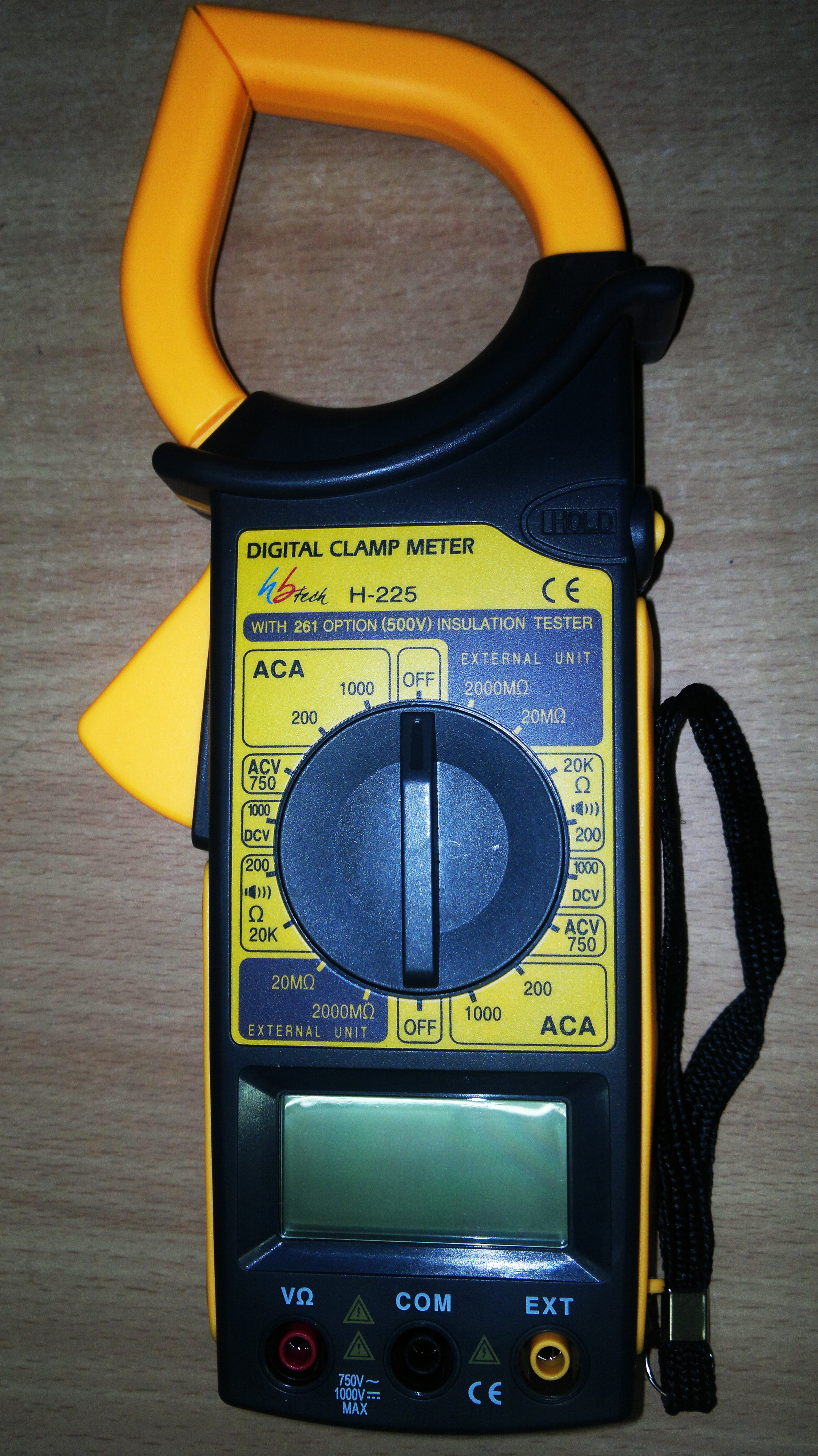
クランプメータ

架線電流計（かせんでんりゅうけい、英語：clamp meter）はクランプメータとも呼ばれ、電流による磁界を測ることによって電気回路を開くことなく測定できる電流計である。

## 使用上の注意
- 測定する回路の電圧にあわせたものを使用し、低圧用のもので、高圧以上を測定してはならない。
- クランプの分割部に異物をはさんだり汚損しないように注意する。
- 測定時は、クランプをきちんと閉じ、架線がなるべく中心に来るようにする。
- 他の磁気の影響を受けないように注意して測定する。

## 負荷電流測定
負荷につながれた電線を1本ずつはさんで測定する。負荷電流が予想できないときは最大レンジで測定し、一つずつレンジを下げて測定する。
また、指示値が読み取りにくい場合は、データホールド機能を利用して測定する。

## 漏れ電流測定
電線路の絶縁測定は、通常、電源を開放した停電状態において絶縁抵抗計を利用して行うが、停電させることが出来ない場合は、架線電流計を利用して漏れ電流を測定することで絶縁測定の代用とする。
変圧器のB種接地線を測定する場合、変圧器や平行する電線の磁界の影響を受けにくい位置で測定する。負荷の交流架線を一括でクランプする場合、クランプが確実に閉じられた状態で測定する。

## 種類
- 測定対象別

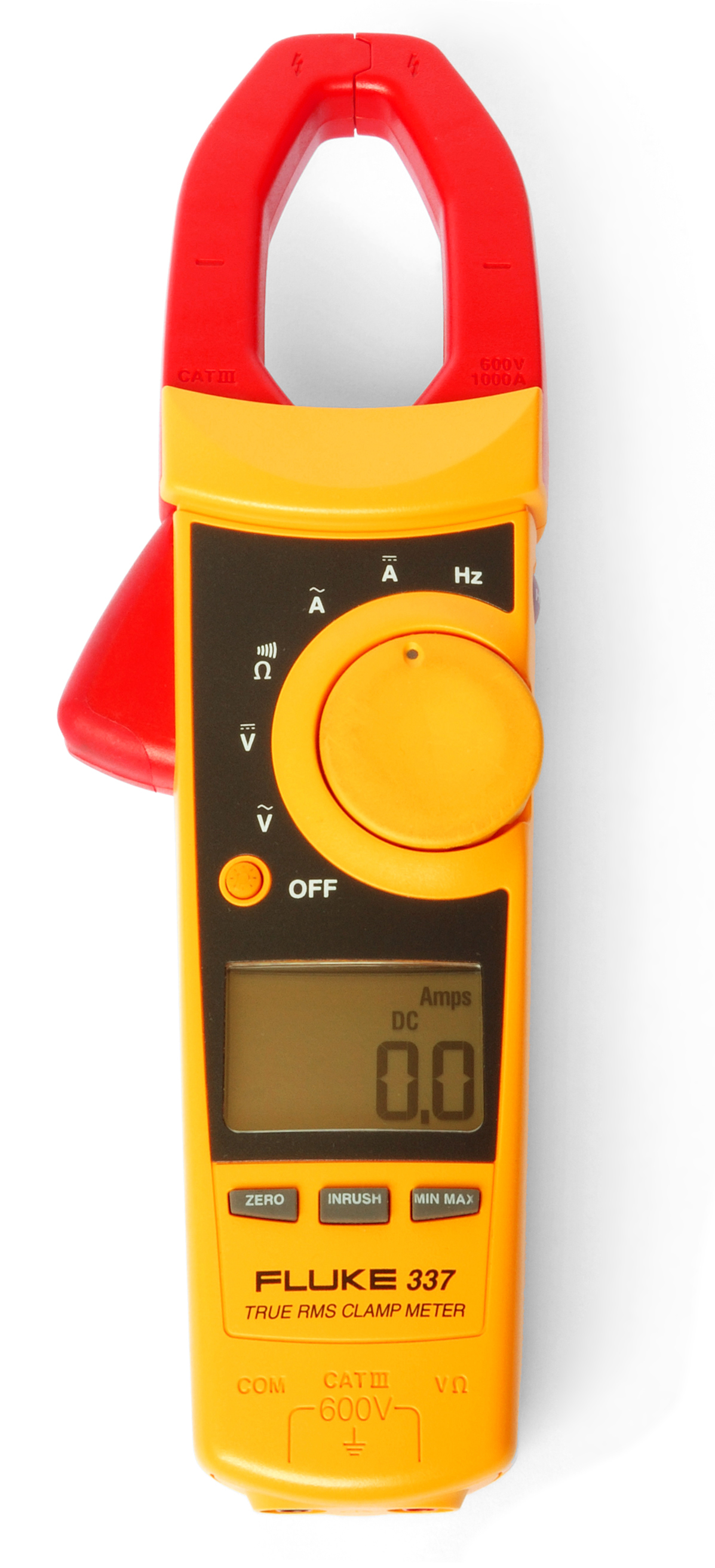
フルーク社製のクランプメータ

  - 交流専用 : 電磁誘導を利用した計器用変流器を使用している。
  - 交流直流両用 : 半導体のホール効果を利用している。
  - 漏れ電流計 : 微小な漏れ電流を測定するための高感度のものである。高調波による影響を除き、商用周波数の漏れ電流の大きさを計る機能を持っていることが多い。
- 計器形状
  - 一体型
  - 分離型
- 数値表示
  - デジタル表示
  - 指針表示

また、電圧計や電気抵抗の測定機能をもつものもある。

## 主なメーカー
- 三和電気計器
- 共立電気計器
- 日置電機
- マルチ計測器
- エー・アンド・デイ
- 横河メータ＆インスツルメンツ